# Jake Boer
Pour les articles homonymes, voir Boer.
Pas d'image ? Cliquez ici

a Compétitions nationales et continentales officielles uniquement.

François Jacobus Boer dit Jake Boer, né le 1er novembre 1975 au Cap, est un joueur sud-africain de rugby à XV. Il a joué la plus grande partie de sa carrière avec le club de Gloucester au poste de troisième ligne aile.

## Biographie
Jake Boer commence le rugby à l'école de Western Province. Il joue ensuite avec les équipes de Villager Football Club et du Cap avant de rejoindre les Leicester Tigers en 1997. Au début de l'année 1998, il rejoint le club des London Irish avec qui il joue pendant deux saisons. Il signe ensuite un contrat avec Gloucester avec qui il reste sept saisons. Philippe Saint-André lui donne rapidement le capitanat de l'équipe. Lors de la saison 2002-2003, il remporte la Coupe d'Angleterre et est élu meilleur joueur de la saison par la Premier Rugby Limited. En 2007, après avoir perdu la finale du championnat d'Angleterre contre les Tigers, il décide de revenir dans son pays natal pour terminer sa carrière et signe un contrat d'une année avec Western Province pour jouer en Currie Cup. Il revient jouer à Gloucester pour la saison 2009-2010 pour aider le club qui fait face à des problèmes d'effectif en raison de nombreux joueurs blessés.
Il possède également un diplôme d'électricien.

## Statistiques en club
Il a également participé aux compétitions européennes suivantes :
- 1999-2000 : Challenge européen avec les London Irish
- 2000-2001 : Coupe d'Europe avec Gloucester
- 2001-2002 : Bouclier européen  avec Gloucester
- 2002-2005 : Coupe d'Europe avec Gloucester
- 2005-2006 : Challenge européen avec Gloucester
- 2006-2007 : Coupe d'Europe avec Gloucester

## Palmarès
- Vainqueur de la Zurich Championship en 2002 (Gloucester)
- Vainqueur de la Coupe d'Angleterre en 2003 (Gloucester)
- Vainqueur du Challenge européen en 2006 (Gloucester)
- Finaliste du championnat d'Angleterre en 2003 et 2007 (Gloucester)